# Тантал (Софокл)
«Тантал» (др.-греч. Τάνταλος) — трагедия древнегреческого драматурга V века до н. э. Софокла, текст которой утрачен з исключением нескольких отрывков (фрг. 572—575 Radt).
Главный герой пьесы — персонаж греческой мифологии, царь города Сипил во Фригии, отец Пелопа, злоупотребивший любовью богов и за это обречённый на вечные муки. До Софокла трагедии с таким же названием создавали Фриних и Пратин. От пьесы Софокла сохранились два фрагмента в общей сложности на четыре строки, не позволяющие составить более точное представление о сюжете.